# Joseph W. Matthews
Joseph Warren Matthews, född 1812 i  Huntsville, Alabama, död 27 augusti 1862 i Palmetto, Georgia, var en amerikansk demokratisk politiker. Han var Mississippis guvernör 1848–1850.
Matthews blev 1840 invald i Mississippis representanthus och 1844 valdes han in i Mississippis senat. Aristokratiska whigs hånade Matthews och menade att han var obildad. Ändå vann han guvernörsvalet 1847 med klar marginal.
Matthews efterträdde 1848 Albert G. Brown som Mississippis guvernör och efterträddes 1850 av John A. Quitman.
Matthews avled 1862 i Georgia och gravsattes i Benton County i Mississippi.